# Патриція Кеннеді
Патриція Гелен (Пет) Кеннеді Лоуфорд (англ. Patricia Helen "Pat" Kennedy Lawford; 6 травня 1924, Бруклайн — 17 вересня 2006, Мангеттен) — американська кіноактриса і світська левиця, шоста з дев'яти дітей Джозефа Кеннеді і Рози Кеннеді. Була відома своєю меценатською діяльністю. Була співзасновницею Національного комітету з літературознавства (англ. National Committee for the Literary Arts), а також опікала Президентську бібліотеку-музей Джона Ф. Кеннеді .

## Життєпис
Патриція Гелен Кеннеді народилася 6 травня 1924 року в Бруклайні, штат Массачусетс. Її батьками були Джозеф Патрік Кеннеді (старший) і Роза Елізабет Кеннеді (Фіцджеральд). У той час, коли батько сімейства перебував у Лондоні на дипломатичній роботі, Патриція разом зі своїми сестрами Юніс і Джин відвідувала місцеву школу-інтернат «Sacred Heart». Після того, як сім'я повернулася до США, вона вирушила на навчання в «Maplehurst school» на Мангеттені. 1945 року закінчила Пенсильванський Коледж Розмонт. Порадившись з батьком і отримавши його підтримку, вирішила переїхати в Голлівуд і працювати продюсером. Першою її посадою на новому місці стала робота помічника продюсера радіопередач. Релігійність Кеннеді стала перешкодою на шляху до досягнення її цілей, оскільки голлівудська кіноіндустрія не була зацікавлена в релігійній тематиці для фільмів.
1940 року її сестра Юніс познайомила Патрицію зі своїм другом, британським актором — Пітером Лоуфордом. Після цього вони зустрічалися по кілька разів на рік, аж поки пара не заявила в лютому 1954 року про заручини. Весілля відбулося 24 квітня 1954 року в католицькій церкві св. Томаса Мора в Нью-Йорку. В шлюбі у пари народилися четверо дітей: Кріс, Сідні, Вікторія і Робін. Згодом у відносинах Патриції і Пітера виникла напруженість, що було обумовлено католицьким вихованням родини Кеннеді. Внаслідок цього Пітер почав зловживати алкоголем і наркотичними речовинами. 1963 року, після того як був убитий її брат Джон Кеннеді, і в самої Пет виникла алкогольна залежність.
У лютому 1966 року Патриція і Пітер офіційно оголосили про розірвання відносин після 11 років у шлюбі. Таким чином, незважаючи на осуд розлучення католицькою церквою, вона стала першою з сімейства Кеннеді, яка наважилася на такий вчинок. Більш того, щоб обійти положення закону про розлучення штату Нью-Йорк, Патриція була змушена купити нерухомість у штаті Айдахо і тимчасово переїхати туди.
Після цього Патриція переїхала жити на Мангеттен і, на відміну від Пітера, більше не вступала в шлюб. Після розлучення вона довгий час боролася з алкогольною залежністю і злоякісною пухлиною язика. Коли Патриція пішла на поправку, вона працювала в Національному центрі боротьби з наркозалежністю, була співзасновником Національного комітету з літературознавства (англ. National Committee for the Literary Arts), а також опікала Президентську бібліотеку-музей Джона Ф. Кеннеді. 2003 року в неї був діагностований рак горла, але вона вирішила відмовитися від лікування. У 2006 році Патрісія Кеннеді Лоуфорд померла в своєму будинку в Нью-Йорку від пневмонії. Була похована на місцевому цвинтарі в місті Саутгемптон, штат Нью-Йорк.